# طناب‌زنی

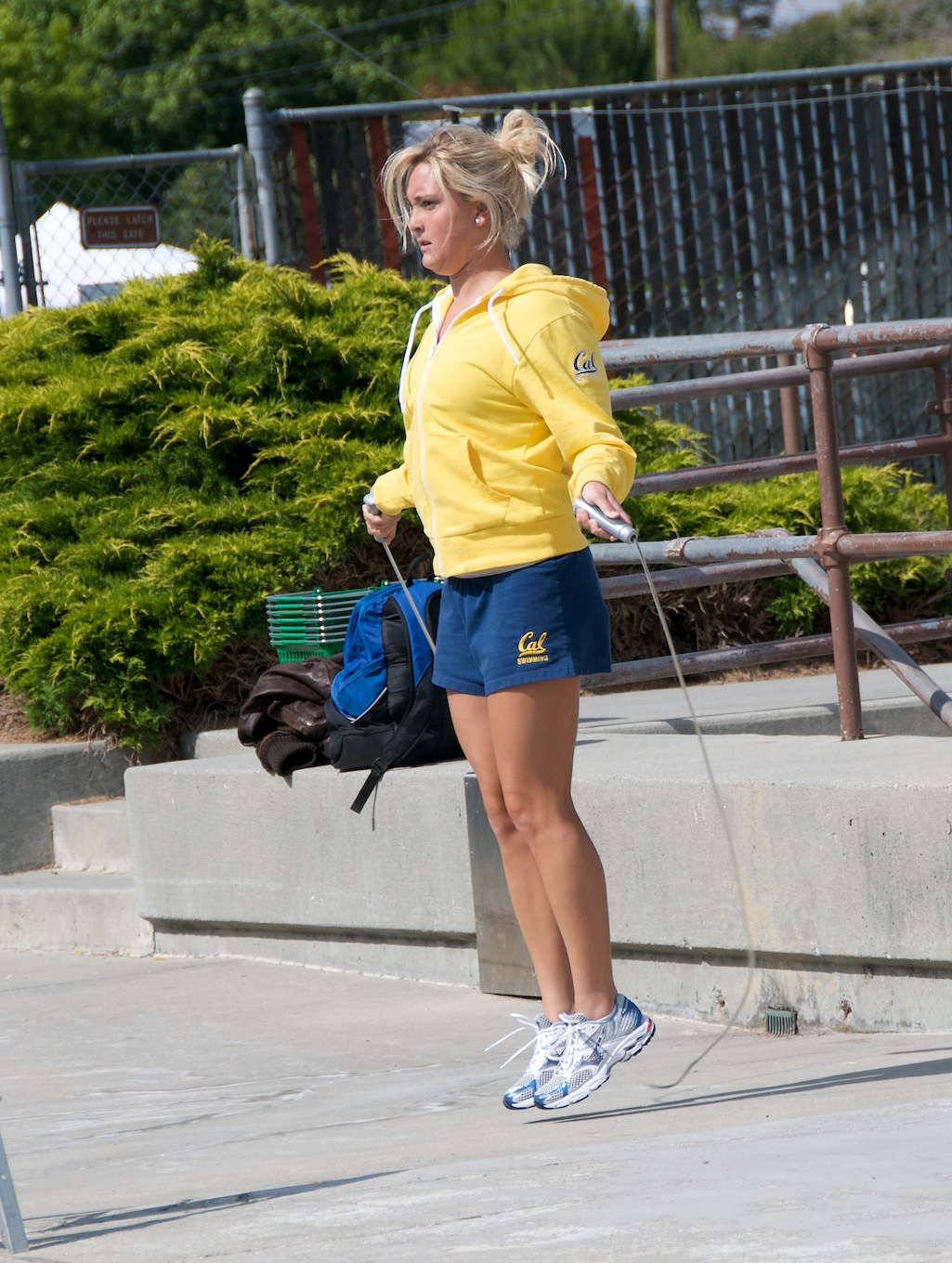
یک دختر جوان در حال طناب‌زنی

طناب‌زنی، طناب بازی یا طناب‌زدن یک ورزش ساده است که کودکان و نوجوانان برای بازی یا ورزش از روی طناب می‌پرند. در طناب‌بازی یک یا چند شرکت‌کننده طناب را طوری تاب می‌دهند که از زیر پاها و بالای سرشان بگذرد. ممکن است یک شرکت‌کننده طناب را بچرخاند و خود از رویش بپرد یا چند شرکت‌کننده (دست‌کم سه نفر) به ترتیب دو نفر طناب را بچرخانند و یکی از روی آن بپرد. شکل چند نفرهٔ این بازی را با دو طناب هم انجام می‌دهند.
دکتر بورتز در مجله انجمن پزشکی آمریکا در سال ۱۹۸۲ گفته بود؛ در حال حاضر دارویی وجود ندارد که بتواند مانند تمرین‌های ورزشی ضامن سلامتی انسان در طول عمر او باشد. همچنین از بورتز سؤال می‌کنند که چه نوع تمرین ایروبیکی که مناسب و کم هزینه نیز باشد را برای مقابله با سالخوردگی پیشنهاد می‌کند؟ و او در پاسخ می‌گوید؛ طناب زدن؛ زیرا نه تنها یک ورزش خوب و قدیمی است بلکه هوازی نیز هست.
دکتر کوپر، مؤسس انجمن تحقیقات هوازی در دالاس تگزاس و همچنین ابداع‌کننده سیستم امتیاز تأثیر ورزش‌های متفاوت می‌گوید: امتیاز طناب‌زدن از هیچ ورزش دیگری کمتر نیست. در حال حاضر میلیون‌ها نفر زن و مرد، پیر و جوان در تمام دنیا به طناب بازی مشغول اند و از آن لذت می‌برند. طناب بازی فعالیتی است که به شکل ساده اش برای کودکان ۴ تا ۵ سال و به صورت پیشرفته اش برای قهرمانان ورزشی مناسب است. در سال ۱۹۸۰ میلادی سازمان بین‌المللی طناب بازی و انجمن طناب بازی کانادا تأسیس شد و در سال ۱۹۹۱ میلادی فدراسیون جهانی طناب بازی تشکیل گردید.
از آنجا که طناب‌بازی هم ورزشی هوازی‌ست و هم در حرکت پاها هماهنگی ایجاد می‌کند، در میان ورزشکاران حرفه‌ای به ویژه بوکسورها و کشتی‌گیران رواج دارد. تکنیک‌های پرش از روی طناب نسبت به سایر فعالیت‌های ورزش حرفه‌ای به سادگی آموخته می‌شود و از این رو افراد به صورت فردی یا گروهی، در سنین مختلف و با تناسب اندام متفاوت می‌توانند در آن شرکت کنند. بیشترین اثربخشی طناب‌بازی به عنوان ورزش در حالتی‌است که با دیگر فعالیت‌های هوازی نظیر پیاده‌روی، دوچرخه‌سواری و دویدن به شکل روزمره همراه شود.
اگر در هر دقیقه بین ۱۲۰ تا ۱۴۰ طناب بزنید، در هر ساعت ۷۲۰ کالری می‌سوزانید و این میزان دو برابر سوخت کالری در ورزش‌هایی نظیر تنیس و والیبال است. به گفته دکتر لئونارد شوارتز (متخصص قلب و عروق)، اگر به جای حذف یک وعده غذا از برنامه روزانه بتوانید طناب بزنید ۹۰ درصد از آنچه که از دست می‌دهید چربی‌های اضافه خواهد بود. همچنین اگر بتوانید روزانه معادل ۱۵۰۰ کالری از طریق ورزش بسوزانید (که این میزان پنج برابر مقداری است که انجمن قلب آمریکا برای تناسب اندام تجویز می‌کند) با سرعت بسیار زیادی کاهش وزن خواهید داشت. حتی اگر هدف شما سوخت کالری نباشد، از طناب زدن مشکلی برای شما ایجاد نخواهد شد.

## انواع طناب

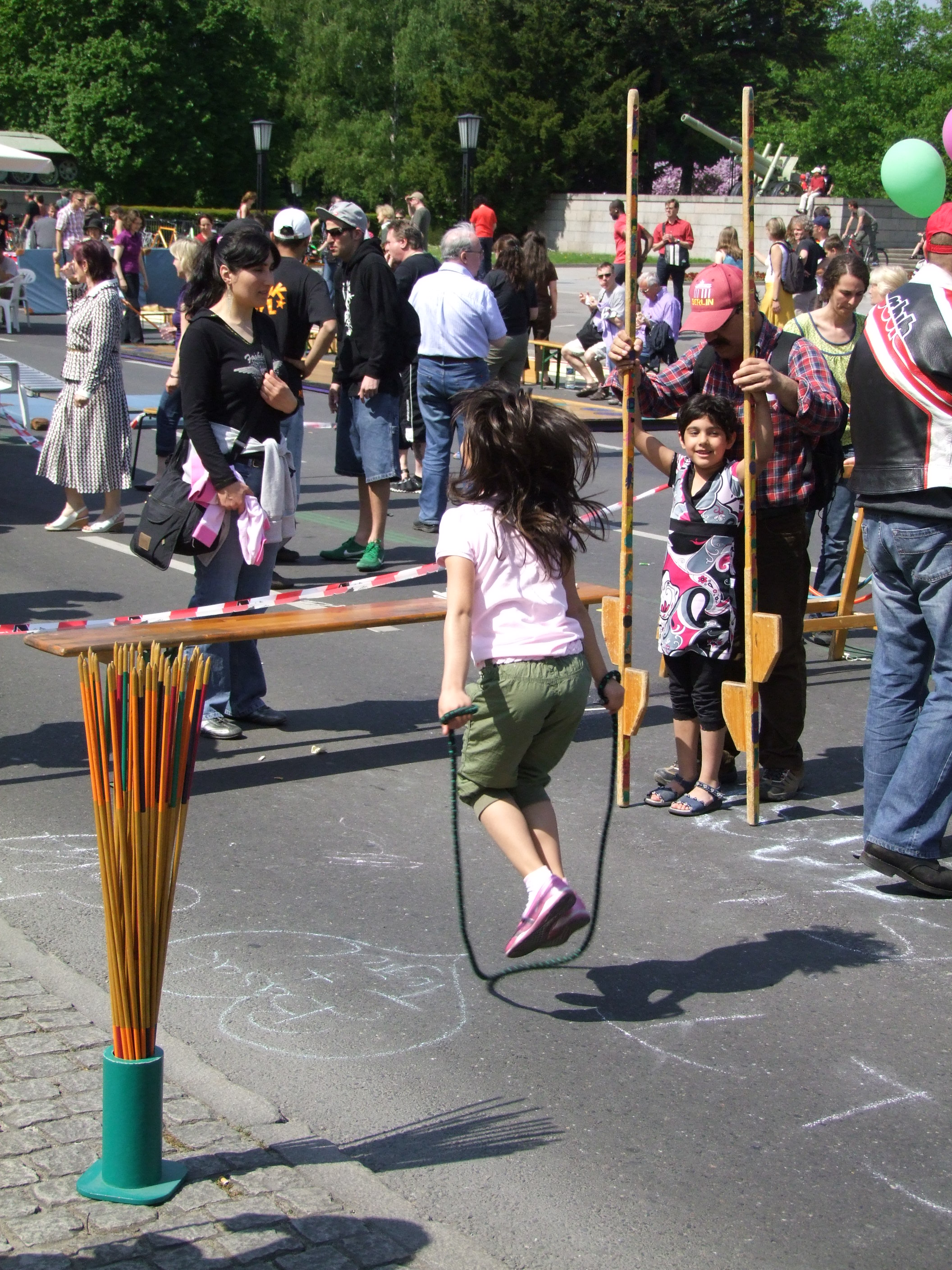
دختربچه‌ای از روی طناب می‌پرد.

با توجه به سطح شخص و اهداف فرد از طناب‌زدن، نوع طناب‌ها نیز متفاوت است.

### طناب چرمی
این طناب بیشتر برای افزایش قدرت فرد مورد استفاده قرار می‌گیرد و به همین دلیل به طناب بوکس معروف است. این نوع طناب به علت اینکه برای چرخاندن آن باید قدرت بیشتری صرف کرد، برای افراد مبتدی مناسب نیست چون احتمال آسیب‌دیدگی وجود دارد.

### طناب PVC
بهترین نوع طناب‌های سرعتی برای بهبود مهارت پرش، این نوع طناب است. این نوع طناب از طناب‌های ضخیم پی‌وی‌سی ساخته شده‌است.

### طناب کابلی
این طناب‌ها از جنس کابل نازک هستند و کشسانی بالایی ندارد. این نوع کابل برای تمرین‌های سرعتی مورد استفاده قرار گرفته اما احتمال خراب شدن‌شان زیاد است همچنین در سرعت‌های بالا احتمال اصابت به اعضای بدن وجود دارد و آسیب جدی به شخص وارد می‌کند.

### طناب تزئینی
این نوع طناب از تیکه‌های پلاستیکی یا پنبه‌ای تشکیل شده‌است که به یکدیگر متصل شده‌اند و در مدارس و فضای آزاد مورد استفاده قرار می‌گیرد و با توجه به تنوع در وزن آن برای رده‌های سنی متفاوت قابل استفاده است.

### طناب پنبه‌ای یا نایلونی
این طناب‌ها چرخش‌های آرام و بلندی دارند که برای ورزشکاران توصیه نمی‌شود و بیشتر توسط افراد عادی و مبتدی مورد استفاده قرار می‌گیرد.